# Alfa Romeo 1750/2000 Berlina
L'Alfa Romeo 1750 Berlina e la successiva "2000 Berlina", anche denominate "1750" e "2000", sono due modelli di automobile tre volumi a quattro porte, prodotti dalla casa milanese tra il 1968 e il 1977. Ricoprono la fascia alta.

## Il contesto
Nella seconda metà degli anni sessanta l'Alfa Romeo aveva ormai pienamente realizzata la sua trasformazione in industria di grande serie. In un solo decennio, con i modelli su meccaniche "Giulietta" e "Giulia", la Casa milanese aveva inanellato una lunga e ininterrotta serie di successi commerciali nel settore delle vetture berlina, coupé e spider di gamma medio-alta. Durante questo gravoso impegno, era stato abbandonato sia lo sviluppo, sia l'aggiornamento delle vetture di fascia alta, popolarmente denominate le "Alfone", rappresentate dalla gamma "2000/2600", ultime e ormai obsolete derivazioni del modello "1900".
La differenziazione produttiva attuata dall'Alfa Romeo e l'aumento dei costi di mano d'opera, rendevano antieconomica la produzione delle vetture di alta classe, realizzate con metodi quasi artigianali, oltre che difficoltoso il continuo sviluppo tecnico. Sostenere il confronto con case straniere come Mercedes e Jaguar, unicamente concentrate sulla produzione di tale tipologia di vetture, sarebbe risultato troppo oneroso. Per contro, la casa del biscione non poteva, per motivi d'immagine, rinunciare totalmente a proporre vetture di prestigio che erano state per decenni il fiore all'occhiello della sua produzione.
Infine, oltre alle "ragioni d'immagine", occorre anche ricordare che il cosiddetto "miracolo economico italiano" aveva creato migliaia di piccoli imprenditori in grado di sborsare le cifre necessarie per acquistare una vettura di classe superiore. Tali clienti, in assenza di prodotti Alfa Romeo rispondenti alle loro aspirazioni, si erano rivolti ad altre aziende nazionali o estere.

## La gamma alta
La dirigenza Alfa Romeo, guidata da Giuseppe Luraghi, per risolvere il problema scelse una strategia squisitamente commerciale, ovvero di utilizzare gli ormai collaudati autotelai "Giulia" per apportare modifiche tecniche ed estetiche adatte ad accogliere motori di cilindrata superiore e, comunque, compatibili con le nuove linee di produzione funzionanti nello stabilimento di Arese.
La nuova gamma alta, dotata di propulsore con cubatura portata a 1.779 cm³ e denominata "1750", era composta dal modello coupé "1750 GT Veloce", con carrozzeria "Giulia GT", dal modello spider "1750 Spider Veloce", con carrozzeria "Duetto", e dal modello "1750 Berlina", con pianale derivato dalla "Giulia" e nuova carrozzeria ideata dalla Bertone.
L'annuncio dell'imminente presentazione della gamma "1750" venne dato in una conferenza stampa al Salone dell'automobile di Torino, il 31 ottobre 1967, ma da qualche mese circolavano disegni e foto dei prototipi sulle riviste specializzate. Come da tradizione della Casa, le vetture vennero mostrate in anteprima alla stampa internazionale il 14 gennaio 1968, riunita per l'occasione a Vietri sulla Costiera Amalfitana.
In verità la denominazione inizialmente scelta e anticipata alla Stampa specializzata era "Giulia 1800", ma poi si pensò di richiamare gli antichi fasti della gloriosa "6C 1750 " e per accentuare l'aura di prestigio della nuova gamma "1750", sia nelle esposizioni internazionali, sia nelle comunicazioni pubblicitarie, le tre vetture vennero affiancate da un vero e proprio mito dell'automobilismo, ovvero l'omonima "6C 1750 Gran Sport Zagato Spider" di Tazio Nuvolari, vittoriosa alla Mille Miglia del 1930, per l'occasione prelevata dalla collezione storica aziendale.
Nel 1971 la gamma "1750" divenne "2000", grazie al corrispondente aumento di cilindrata.

## La 1750 Berlina

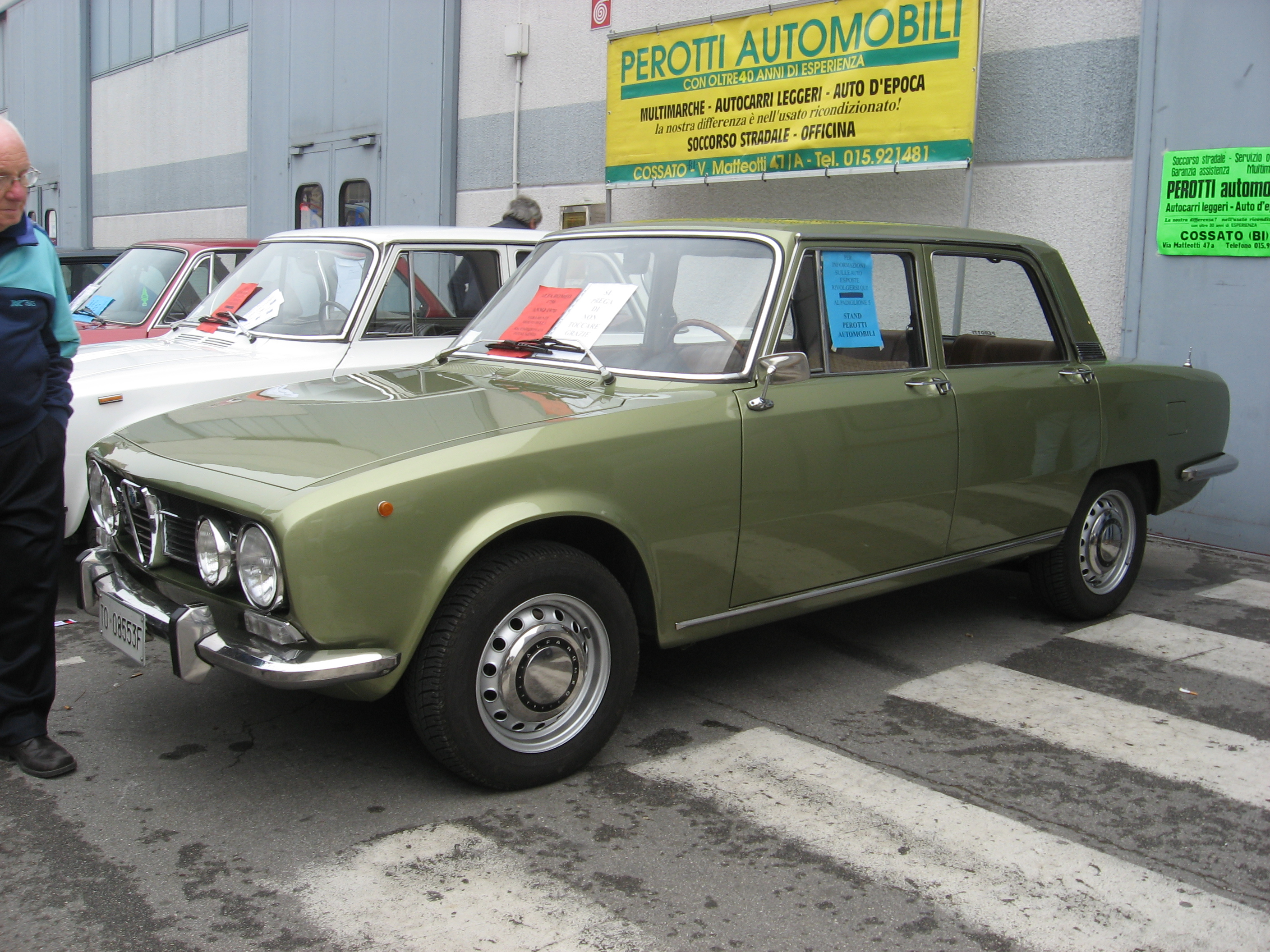
1750 Berlina 2ª serie

Presentata ufficialmente al pubblico il 17 gennaio 1968, in occasione del Salone dell'automobile di Bruxelles, la "1750" ripropone i canoni tecnici della "Giulia", senza però seguirne quelli stilistici. Il prezzo di lancio era di L. 1.865.000 franco concessionario IGE compresa, stabilizzatosi nei mesi successivi a L. 1.950.000.
Rispetto alla "Giulia", la "1750 Berlina" aumenta il passo di soli 6 cm, ma gli sbalzi anteriore e posteriore vengono aumentati, fino a raggiungere la lunghezza di 4,39 mt, guadagnando quei 25 cm in più che le consentono di aspirare ad una categoria superiore. Sapientemente vestita da Bertone, nasce un'automobile dalle caratteristiche sportive nella guida, ma dall'aspetto sobrio ed elegante che ci si aspetta da una vettura di questa classe. 
La scocca autoportante mantiene la struttura differenziata a deformazione progressiva. Il blocco motore-cambio con trazione posteriore, raggiunge un ottimo equilibrio di funzionamento.
Nei modelli successivi, (fatta eccezione della sempre classica Spider "Duetto") a cominciare dall'"Alfetta", il cambio verrà spostato sul ponte posteriore, perfezionando la distribuzione dei pesi e delle masse sospese ( vd. pinze freno del tipo inboard ), ma perdendo quella dolcezza di innesto dei rapporti che era il vanto delle vetture milanesi negli anni '50 e anni '60.
Le differenze tecniche essenziali, rispetto alla "Giulia", riguardano il comando della frizione idraulico, l'alternatore al posto della dinamo, l'aggiunta di una valvola limitatrice sull'impianto frenante per evitare il bloccaggio delle ruote posteriori e il miglioramento dell'assetto con centri di rollio di avantreno e retrotreno abbassati, oltre alle ruote da 14". La cilindrata del propulsore è stata portata da 1.570 a 1.779 cm³, mediante un lieve aumento dell'alesaggio e un più rilevante aumento della corsa, ottenendo così anche una potenza aumentata a 118 CV (norme IGM) che consente alla vettura una velocità massima tra le più elevate della sua cilindrata (109 mph, ovvero 175,4 km/h nella prova di AutocarUK 7/1970
Già nel novembre 1969 venne presentato un aggiornamento del modello, generalmente conosciuto come "seconda serie". In realtà si tratta di un semplice ammodernamento con piccole modifiche funzionali ed estetiche, come la pedaliera incernierata in alto, le frecce anteriori, i ripetitori laterali, la corona del volante in legno ed altre migliorie alle finiture degli interni. La meccanica resta invariata. Non così il prezzo che salì a L. 2.135.000.

## La 2000 Berlina

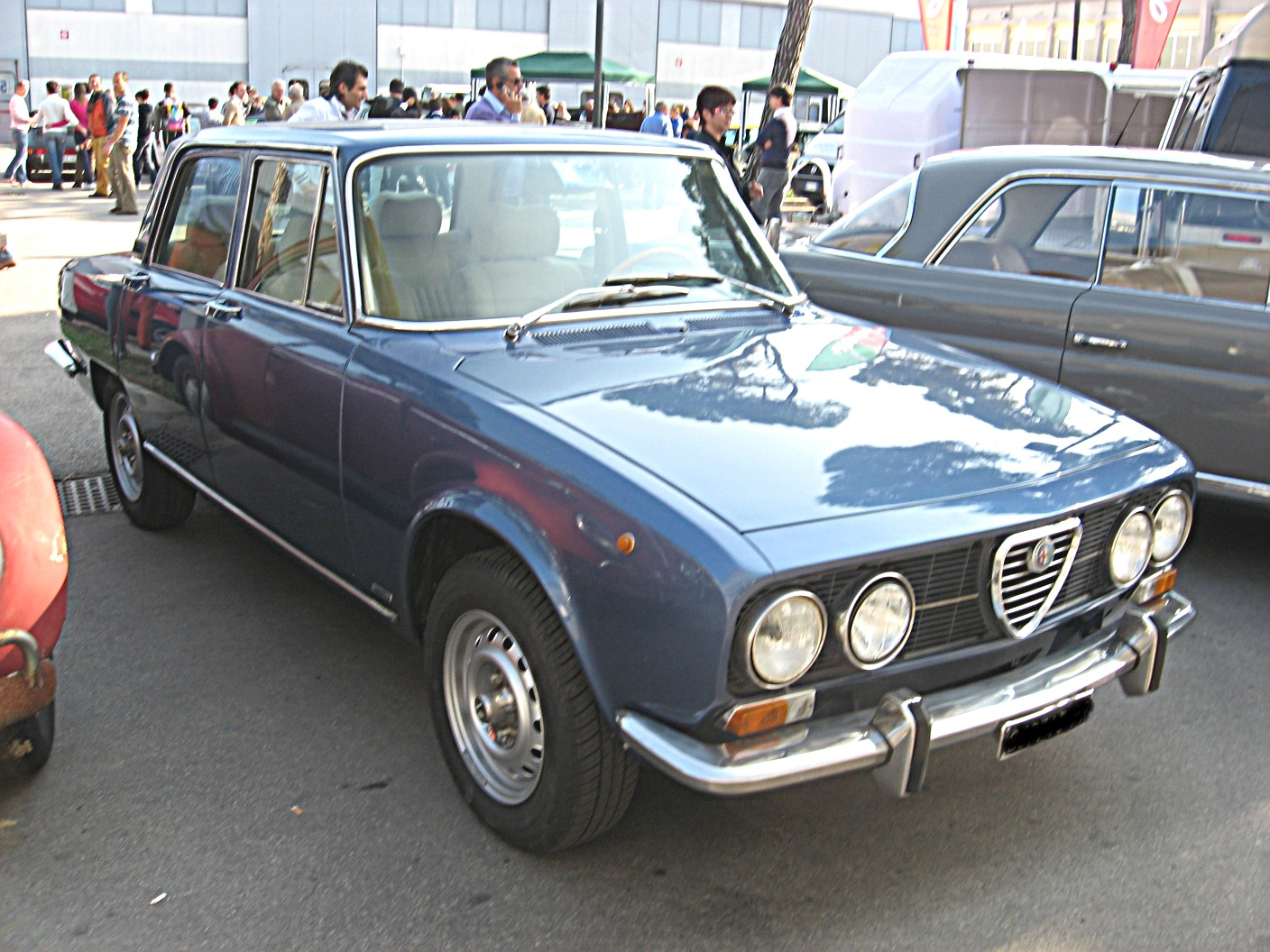
Alfa Romeo 2000 Berlina

Nel giugno 1971, a Gardone Riviera, viene presentata la gamma "2000", dotata del nuovo motore portato alla "cilindrata europea" di due litri (con l'aumento di 4 mm dell'alesaggio) e, a richiesta, del differenziale autobloccante al 25% della tedesca ZF. La potenza sale a 132 CV (norme IGM), la velocità a oltre 190 Km/h e il prezzo a L. 2.348.000.
Non si tratta di un adeguamento della potenza che, in effetti, era già più che sufficiente, ma di una seconda operazione commerciale per entrare nella cilindrata europea dei "due litri", dove BMW e Lancia stavano ottenendo buoni risultati.
Pur restando simile alla "1750" nella sostanza tecnica, la "2000 Berlina" riceve una miriade di piccole modifiche volte a ridurre la sportività della vettura, nel tentativo di renderla adatta a una fascia di acquirenti sempre più vasta, che ricerca soprattutto vetture dotate di comfort e ben rifinite, anche se di intonazione sportiva.

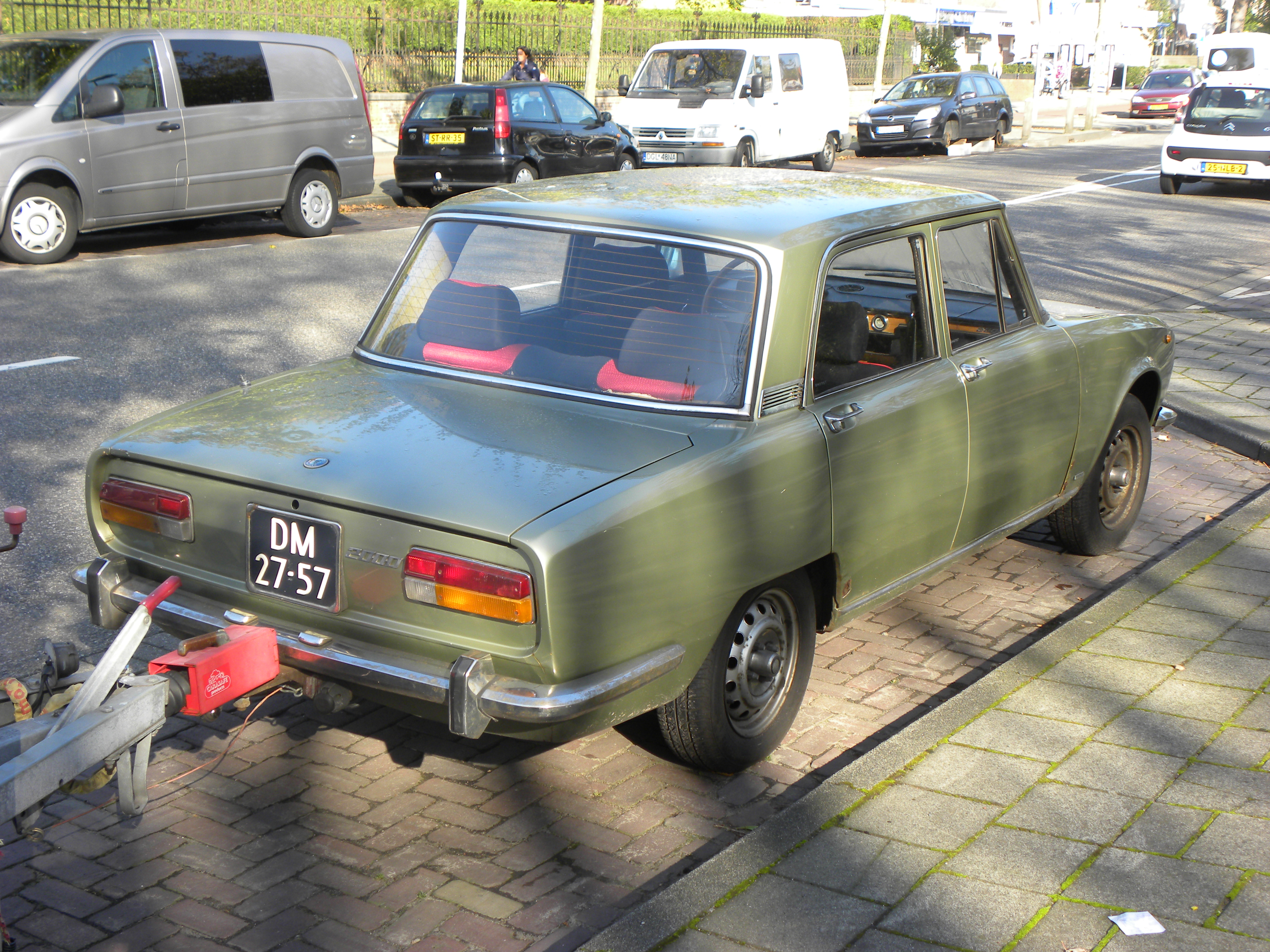
Alfa Romeo 2000 Berlina

Seguendo questa linea di mercato, gli interni risultano decisamente migliorati nella conformazione dei sedili e nella fattura di sellerie e tappezzerie, con ampio utilizzo di moquette e velluti. Più ampia e completa la strumentazione, con grafica più ricercata e regolazione della luminosità.
La lista degli accessori a pagamento viene incrementata per comprendere gli appoggiatesta anteriori, il lunotto termico, la vernice metallizzata, i cerchi in lega e, cosa impensabile per un'Alfa Romeo di pochi anni prima, anche il condizionatore d'aria e il cambio automatico ZF a 3 rapporti. In realtà, anche il differenziale autobloccante risultava ufficialmente compreso nell'elenco degli optional, con un supplemento di L. 35.000, ma si trattava di un optional quasi obbligatorio.
All'esterno le modifiche sono visibili, ma non comportano detrimento all'originale eleganza della linea. La calandra reca una sola barra cromata, uno scudo di marca più ampio e la novità dei quattro proiettori di eguale diametro. Le luci posteriori sono divise in quattro settori ognuna, anziché tre e sono aggiunte le luci di cortesia per le portiere aperte.
La vettura restò in produzione fino al 1976, con l'uscita dal listino nei primi mesi del 1977, quando il prezzo di vendita aveva abbondantemente superato i 5 milioni di lire, per effetto dell'inflazione galoppante verificatasi in Italia negli anni settanta e ottanta.

## La Giardinetta
Dalla "1750 Berlina", così come dalla "2000 Berlina", sono state ricavate versioni speciali di tipo familiare, in piccolissime serie. La prima fu la "1750 Giardinetta Veloce", commissionata alla Carrozzeria Pavesi dalla Automil, al tempo importante concessionaria Alfa Romeo di Milano.
La vettura, proposta al pubblico nel maggio 1968, mostra una ben riuscita modifica della coda che non appesantisce la fiancata e soluzioni interessati come il portellone posteriore in due sezioni longitudinali, dotato di lunotto termico, e il tettuccio apribile con azionamento elettrico, applicato anche ai vetri dei finestrini.
Ne furono realizzati pochissimi esemplari, visto lo scarso successo ottenuto, in parte per la mentalità dell'epoca che vedeva la carrozzeria familiare come tipologia da lavoro e svalorizzante il prestigio di un'auto di lusso, in parte per il prezzo non certo economico di 2.650.000 Lire, ossia il 35% in più rispetto alla normale berlina, senza contare gli accessori a richiesta.
A quel punto, la Pavesi dirottò le conoscenze acquisite nella produzione di autoambulanze veloci o mezzi di pronto intervento per i Vigili del Fuoco, realizzati mediante il sensibile allungamento dello sbalzo posteriore. Tali mezzi di soccorso furono allestiti anche sulla versione "2000", in numero assai limitato.
Da segnalare anche una versione pick-up, realizzata dall'Alfa Romeo in esemplare unico per il servizio antincendio aziendale. Dotato di scala estensibile e di due serbatoi di polvere estinguente, il veicolo è stato poi donato ai Vigili del Fuoco per essere impiegato nell'aeroporto di Linate. La "2000 antincendio" è oggi conservata presso il Museo storico dei Vigili del fuoco di Milano.

## La produzione[9]
| Versione              | Anni di produzione | Esemplari |
| 1750 Berlina 1ª serie | dal 1968 al 1969   | 49.987    |
| 1750 Berlina 2ª serie | dal 1969 al 1971   | 51.896    |
| 2000 Berlina          | dal 1972 al 1977   | 89.840    |
| Totale                | Totale             | 191.723   |

Il successo di questo modello berlina fu notevole, ma non quanto si potesse ipotizzare dopo il primo anno di produzione, nel quale furono consegnati quasi 50.000 esemplari della "1750" e raccolti ordinativi che in buona parte coprivano la produzione dell'anno successivo. L'ondata di agitazioni sindacali che ebbe inizio con l'autunno caldo continuando anche negli anni successivi, causò non pochi problemi alla produzione.
Nel 1971, con l'uscita della versione "2000" e l'affievolirsi delle agitazioni, le vendite ripresero vigore, per poi nuovamente rallentare a causa della concorrenza interna del nuovo modello "Alfetta" e ulteriormente diminuire in seguito alla crisi petrolifera del 1973 che sconsigliava l'acquisto di vetture con alte prestazioni ed alti consumi di carburante.

## Dati tecnici
| Caratteristiche tecniche - Alfa Romeo 1750/2000 Berlina | | | |
| Modello                                                 | Versione 1750 | Versione 2000 | |
|                                                         | | | |
| Motore                                                  | 4 cilindri in linea ciclo Otto con camere di scoppio emisferiche                                                                                                 | 4 cilindri in linea ciclo Otto con camere di scoppio emisferiche                                                                                                 | 4 cilindri in linea ciclo Otto con camere di scoppio emisferiche                                                                                                 |
| Cilindrata                                              | 1.779 cm³ (Alesaggio x corsa = 80 x 88,5 mm) | 1.962 cm³ (Alesaggio x corsa = 84 x 88,5 mm) | |
| Distribuzione                                           | a 2 valvole con doppio albero a camme in testa | a 2 valvole con doppio albero a camme in testa | a 2 valvole con doppio albero a camme in testa |
| Alimentazione                                           | 2 carburatori orizzontali doppio corpo Weber 40-DCOE 32 (iniezione meccanica SPICA per il mercato USA)                                                           | 2 carburatori orizzontali doppio corpo Solex C40-DDH5 o Dell'Orto DHLA 40 o Weber da 40 (iniezione meccanica SPICA per il mercato USA)                           | |
| Potenza max                                             | 118 CV a 5.500 giri/min | 132 CV a 5.500 giri/min | |
| Coppia max                                              | 19,0 mkg (SAE) a 3.000 giri/min | 21,1 mkg (SAE) a 3.500 giri/min | |
| Frizione                                                | monodisco a secco | monodisco a secco | monodisco a secco |
| Cambio                                                  | a 5 rapporti + RM | a 5 rapporti + RM | a 5 rapporti + RM |
| Trazione                                                | posteriore | posteriore con differenziale autobloccante al 25% Torsen (optional)                                                                                              | |
| Scocca                                                  | metallica autoportante | metallica autoportante | metallica autoportante |
| Sospensioni ant.                                        | Indipendenti, bracci trasversali, biella obliqua, molle elicoidali, barra stabilizzatrice, ammortizzatori idraulici telescopici                                  | Indipendenti, bracci trasversali, biella obliqua, molle elicoidali, barra stabilizzatrice, ammortizzatori idraulici telescopici                                  | Indipendenti, bracci trasversali, biella obliqua, molle elicoidali, barra stabilizzatrice, ammortizzatori idraulici telescopici                                  |
| Sospensioni post.                                       | A ponte rigido, molle elicoidali, bracci longitudinali, ammortizzatori idraulici telescopici                                                                     | A ponte rigido, molle elicoidali, bracci longitudinali, ammortizzatori idraulici telescopici                                                                     | A ponte rigido, molle elicoidali, bracci longitudinali, ammortizzatori idraulici telescopici                                                                     |
| Impianto frenante                                       | a disco sulle 4 ruote con comando idraulico, servofreno a depressione e limitatore di frenata al retrotreno. Freno a mano sulle posteriori con comando meccanico | a disco sulle 4 ruote con comando idraulico, servofreno a depressione e limitatore di frenata al retrotreno. Freno a mano sulle posteriori con comando meccanico | a disco sulle 4 ruote con comando idraulico, servofreno a depressione e limitatore di frenata al retrotreno. Freno a mano sulle posteriori con comando meccanico |
| Pneumatici                                              | 165 SR 14 | 165 HR 14 | |
| Peso                                                    | 1.110 kg in ordine di marcia | 1.110 kg in ordine di marcia (senza climatizzatore e cambio automatico)                                                                                          | |
| Serbatoio                                               | 46 litri | 53 litri | |
| Accelerazione                                           | 10,2 sec. da 0 a 100 km/h | 8,7 sec. da 0 a 100 km/h | |
| Velocità massima                                        | dichiarata: oltre 180 km/h, effettiva: 180,275 km/h | dichiarata: oltre 190 km/h, effettiva: 191,281 km/h | |
| Consumo a 100 e 120 km/h                                | 9,05 e 10,02 l/100 km | 8,98 e 10,95 l/100 km | |